# Jewgeni Iwanowitsch Ljadin
Jewgeni Iwanowitsch Ljadin (russisch Евгений Иванович Лядин; * 9. April 1926 in Moskau, Sowjetunion; † 3. April 2011 in Russland) war ein sowjetischer bzw. russischer Fußballtrainer und früherer -spieler.
Ljadin war der erste ausländische professionelle Fußballmanager, der einen Club der iranischen Fußballliga (Azadegan League) nach der Iranischen Revolution betreute. 1994 als Trainer von FC Zob Ahan in Isfahan arrangierte er den Wechsel des Russen Sergei Ponomarjow in sein Team.
Ljadin war Nationaltrainer der sowjetischen U-19-/U-21-Fußballnationalmannschaften von 1965 bis 1972 bzw. 1979 bis 1982. Unter seiner Führung holten diese die U-19-Europameisterschaft 1966 und 1967.